# Abdala Fraxe
Abdala Habib Fraxe Junior (Boa Vista, 19 de setembro de 1969) é um economista e político brasileiro radicado no Amazonas. Filiado ao Avante, é deputado estadual do estado do Amazonas.